# مدرسه گلشن
مدرسه حوزه علمیه گلشن بنایی تاریخی مربوط به دوره تیموریان است که در شهر نیشابور، خیابان امام خمینی واقع شده است. این اثر در تاریخ ۱۰ دی ۱۳۸۱ با شمارهٔ ثبت ۶۷۴۲ در فهرست آثار ملی ایران ثبت شده است.
این مدرسه نمونه‌ای برجسته از معماری آموزشی دوره تیموری است که در طراحی آن، عناصر معماری دوره‌های صفویه و پهلوی نیز مشاهده می‌شود. بنا شامل دو ایوان اصلی، حجره‌ها و تزئینات معماری با ارزش است.
در سال ۱۳۸۹ این مدرسه چند بار در معرض خطر تخریب قرار گرفت؛ اما اطلاعات دقیق درباره وضعیت کنونی بنا، مرمت‌ها یا تغییرات احتمالی نیازمند منابع معتبر جدید است.